# 札幌着23時25分
『札幌着23時25分』（さっぽろちゃくにじゅうさんじにじゅうごふん）は、西村京太郎の長編推理小説。1983年に角川書店から刊行された。

## ストーリー
暴力団・川田組組長の川田大造が、札幌・定山渓温泉での殺人事件の容疑者として逮捕された。しかし、十分な証拠が揃わないまま、勾留期限が余すところ24時間となってしまう。おまけに札幌地方裁判所長は勾留期限の延長を却下した。有罪の決め手となる証人は、川田の舎弟である三浦功だが、殺人事件の直後に失踪してしまった。
折りしもその後、十津川警部の元に、三浦から保護してほしいと連絡が入る。組長を助けるべく、川田組の組員達が三浦を殺害しようと企んでいたのだ。十津川は三浦を警視庁に連行する途中で、尾行する影に気づく。
このままでは川田は釈放され、高飛びしてしまう。事件の証人である三浦は、遊ばせておけば間違いなく殺害されるだろう。十津川は三浦を札幌へ行かせる決断をしたが、その日は航空ストで、空の便は一本も飛んでいなかった! 航空自衛隊に協力を依頼する事は極力避けたい。捜査一課・十津川班は、東北新幹線・L特急・青函連絡船を使った大掛かりな護送ルートを、ダミーの経路を含めて何本か計画した。
札幌への最終到着予定時刻は23時25分。
一方、川田組の幹部らは、顧問弁護士の佐伯雄一郎を中心として、三浦の札幌行きを阻止すべく行動を開始した。追う側と追われる側が逆転した、緊迫の追跡劇が始まる。

## 登場人物

### 警視庁捜査一課
- 十津川省三
- 亀井定雄
- 西本明
- 日下淳一
- 三田村功
- 清水新一
- 本多時孝
- 三上刑事部長

### 川田組
- 川田大造
川田組組長。彼の手により全国の暴力団に銃器類が流されていた。フィリピンの暗黒街へ買い付けに行くほど行動力が有る。
- 三浦功
川田の舎弟。
- 立花
川田組幹部。学生運動に絡むテロの経験者で､いつも無表情。博識。
- 平野
川田組幹部。銃器の取り扱い･技術･知識全てに於いて組一番。青森空港で､三田村が扮する影武者の乗った航空機の主翼をモーゼルC96で撃って爆破し、正体の焙り出しに貢献するも、異変を察知した刑事により射殺される。
- 田中芳夫
川田組組員。幹部の平野と唯一対等にやり合える銃器のエキスパート。盛岡で､はつかりに乗り換えようとしていた西本刑事（三浦に変装していた影武者）を狙うが､西本はボディアーマーを着ていたため失敗（本人は肋骨が折れる）。使用した拳銃はスターム・ルガーのスーパーブラックホーク。
- 佐伯雄一郎
川田組顧問弁護士。アメリカに留学した経験がある。損得勘定で全てを考える主義であり、情婦が自殺しても眉一つ動かさない。